# Odie
Odie è un personaggio immaginario dei fumetti e dei cartoni animati di Garfield.
Si tratta di un cane beagle giallo con le orecchie marroni. È presente anche nei due film, Garfield - Il film e Garfield 2, ma viene rappresentato come un bassotto.
La sua prima apparizione in una striscia a fumetti risale all'8 agosto 1978, data che è considerata il suo compleanno. Jim Davis scrisse che si era ispirato ad una concessionaria d'auto chiamata Odie, lo scemo del villaggio. Il nome gli piacque e lo impiegò per il personaggio. Un solo fumetto si occupa del compleanno di Odie, ed è datato 1995.
Inizialmente, Odie era il cane di Lyman, un coinquilino di Jon Arbuckle. Con l'uscita di Lyman dai fumetti (già nel 1983), Odie divenne il cane di Jon. Vi sono varie versioni, però: in alcuni casi, viene affermato che il beagle apparteneva sin dalla nascita a Jon, mentre nel primo film Odie viene adottato dal veterinario.